# Municipio de East Republic
El municipio de East Republic (en inglés: East Republic Township) es un municipio ubicado en el condado de Greene en el estado estadounidense de Misuri. En el año 2010 tenía una población de 4658 habitantes y una densidad poblacional de 588,5 personas por km².

## Geografía
El municipio de East Republic se encuentra ubicado en las coordenadas 37°6′26″N 93°27′45″O / 37.10722, -93.46250. Según la Oficina del Censo de los Estados Unidos, el municipio tiene una superficie total de 7.92 km², de la cual 7,91 km² corresponden a tierra firme y (0 %) 0 km² es agua.

## Demografía
Según el censo de 2010, había 4658 personas residiendo en el municipio de East Republic. La densidad de población era de 588,5 hab./km². De los 4658 habitantes, el municipio de East Republic estaba compuesto por el 96,18 % blancos, el 0,6 % eran afroamericanos, el 0,58 % eran amerindios, el 0,41 % eran asiáticos, el 0,54 % eran de otras razas y el 1,7 % eran de una mezcla de razas. Del total de la población el 1,95 % eran hispanos o latinos de cualquier raza.